# Trigueros del Valle
Pour les articles homonymes, voir Trigueros (homonymie).
Trigueros del Valle est une commune de la province de Valladolid dans la communauté autonome de Castille-et-León en Espagne.

## Sites et patrimoine
Les édifices notables de la commune sont :
- Château de Trigueros del Valle (es)

Château de Trigueros del Valle
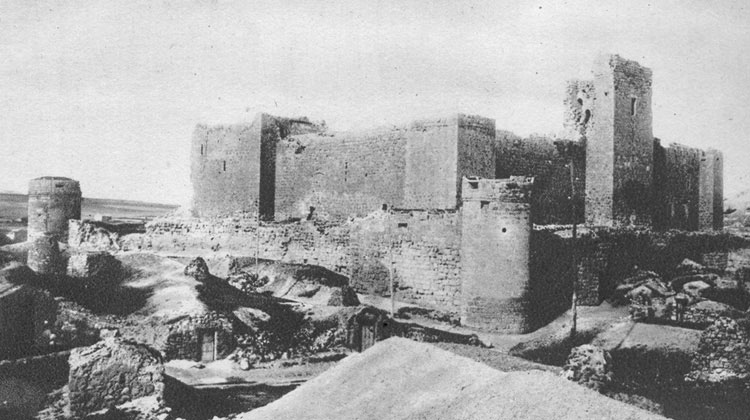
Fondation Joaquín Díaz.
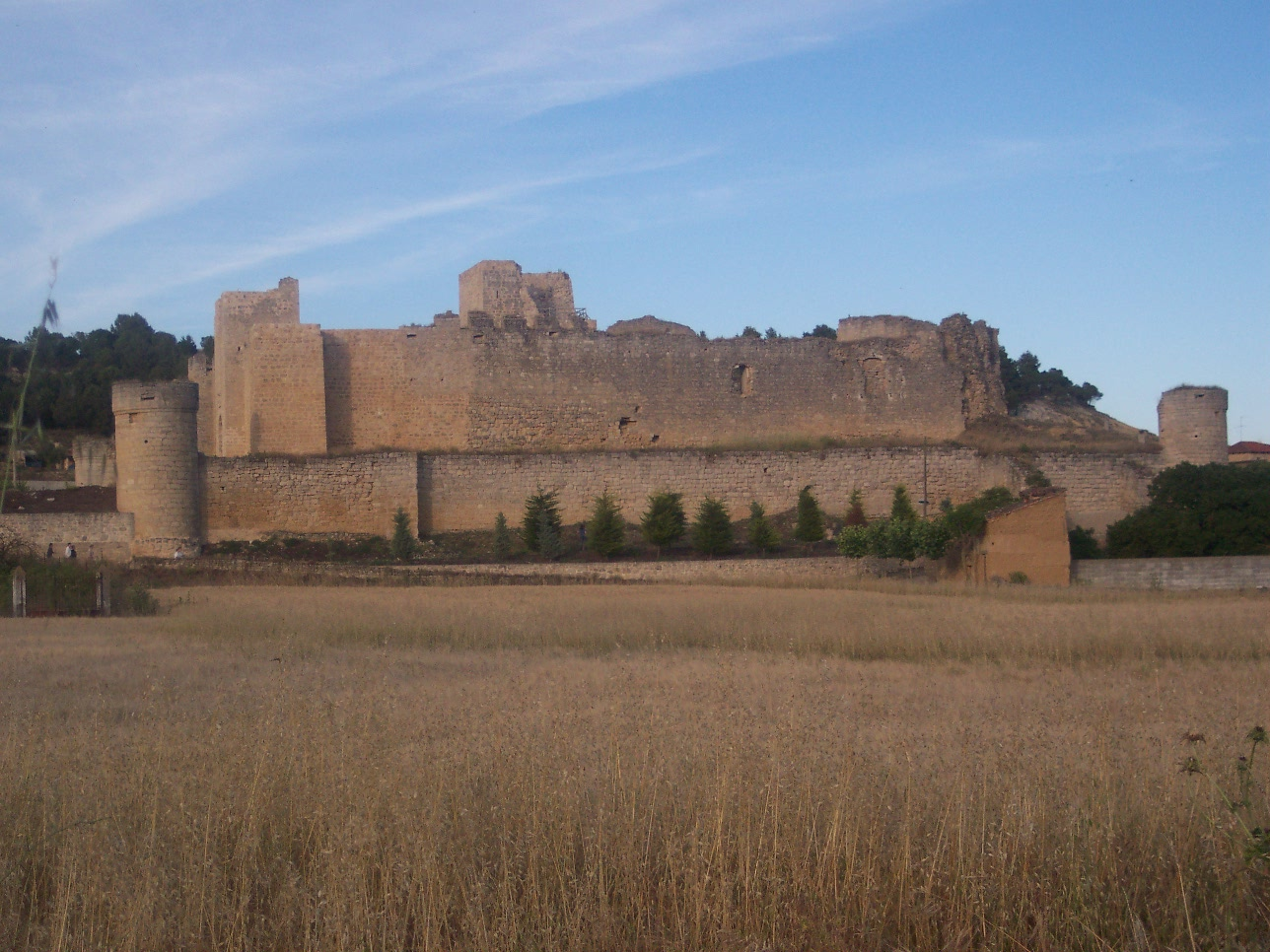

- Église San Miguel Arcángel
- Chapelle de Nuestra Señora la Virgen del Castillo

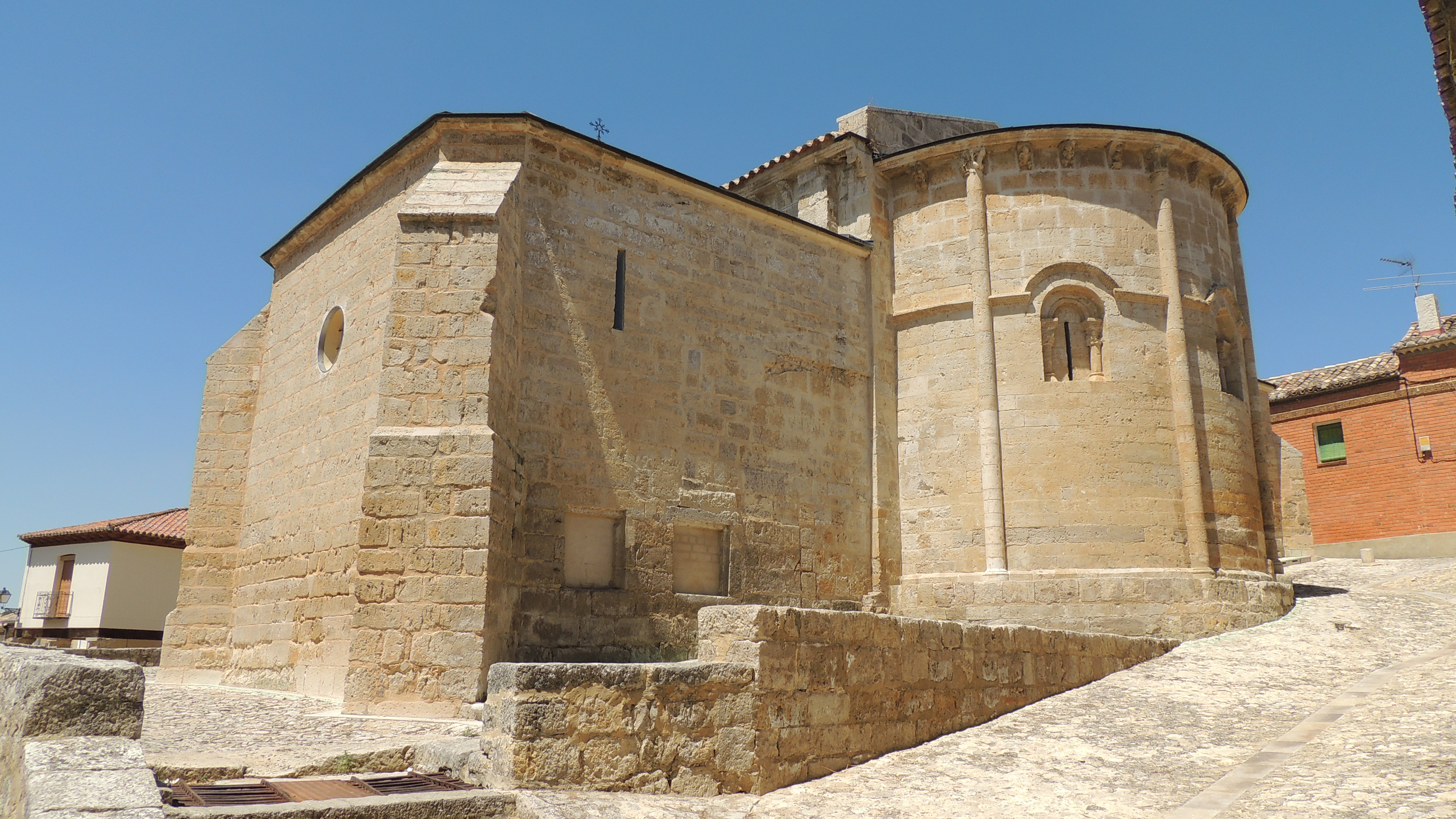
Église San Miguel Arcángel.
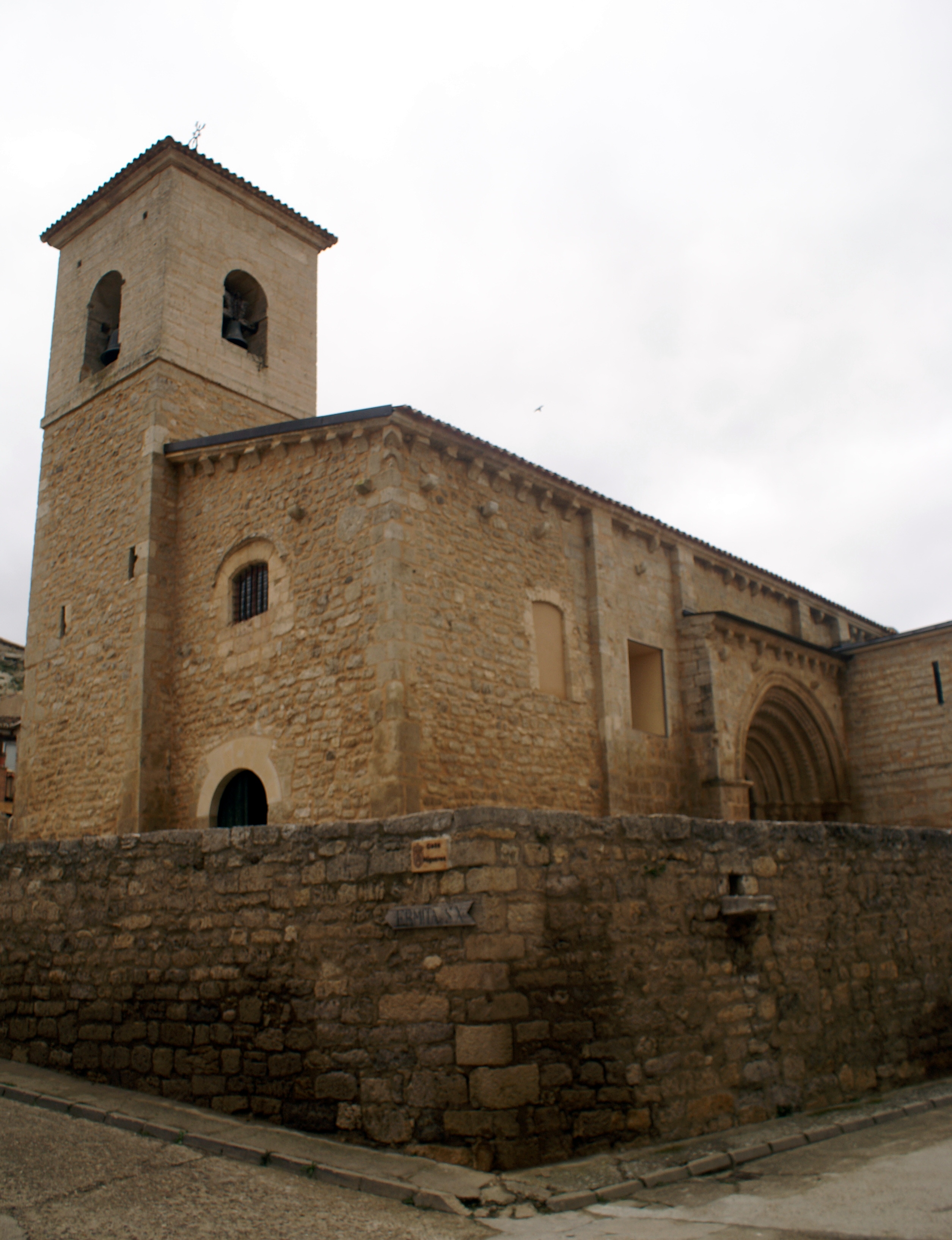
Église San Miguel Arcángel.
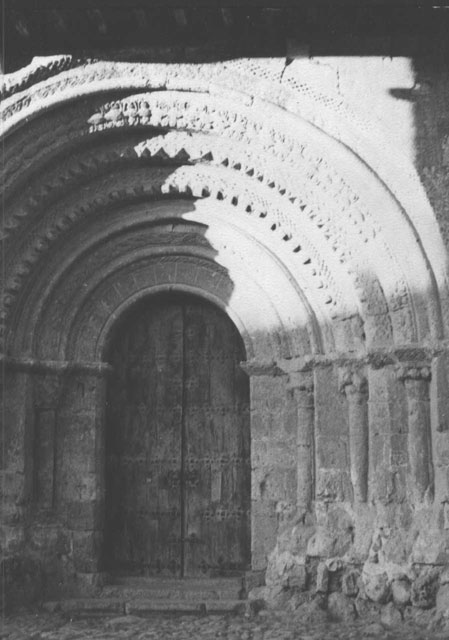
Église San Miguel Arcángel. Fondation Joaquín Díaz.